# 爱琴海地区

爱琴海地区

爱琴海地区（土耳其語：Ege Bölgesi）是土耳其的七个地理分区（土耳其語：bölge）之一，位于西亚。

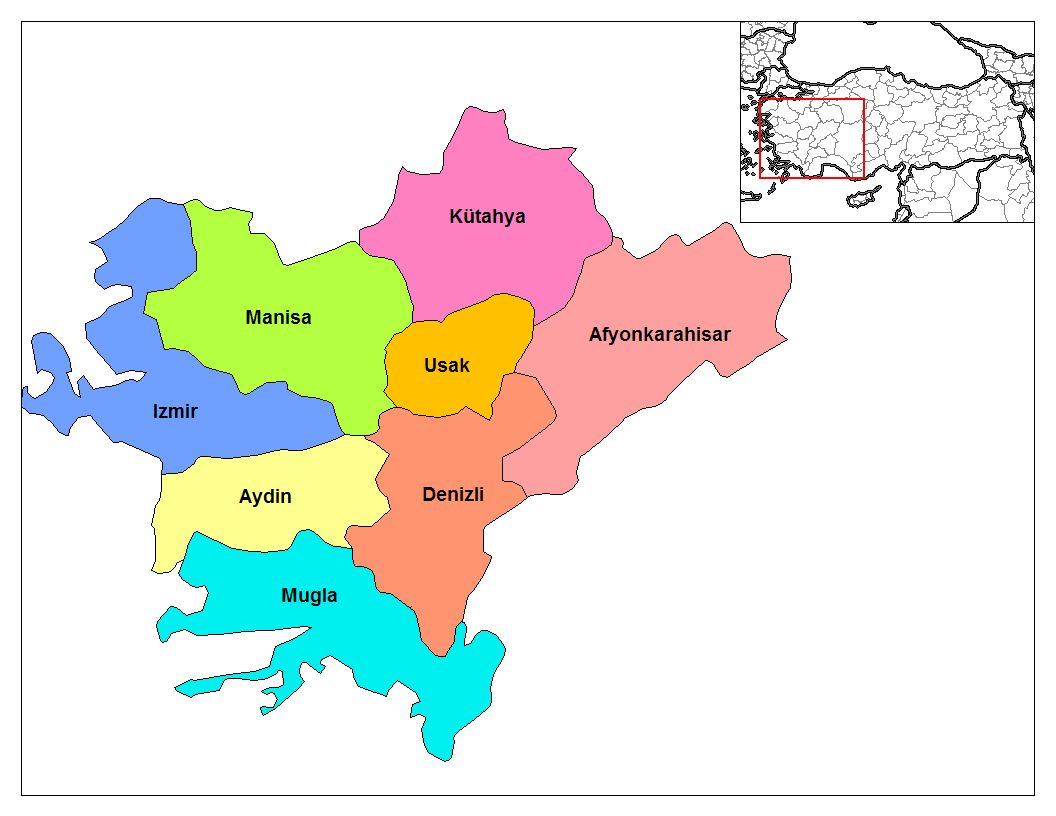
爱琴海地区的省份

爱琴海地区位于土耳其西部，西临爱琴海（土耳其語：Ege Denizi），北接马尔马拉地区，西部、西南部与地中海地区相连，东边连接着中部安那托利亚地区。
爱琴海地区的总人口是9,594,019。

## 省份列表
- 阿菲永卡拉希萨尔省
- 艾登省
- 代尼兹利省
- 伊兹密尔省
- 屈塔希亚省
- 马尼萨省
- 穆拉省
- 乌沙克省

## 气候
爱琴海地区的沿海一带属于地中海气候，夏天热而干燥，冬天潮湿，气温在温和到凉爽之间。内陆属于半干旱大陆性气候，夏天热而干，冬天寒冷而多雪。

## 人口
根据2000年的人口普查数据，爱琴海地区的人口总数为8,938,781，人口密度为113人 / km ²（土耳其全国人口密度为88.25人 / km ²）。其中，占61.5%（5,495,575人）的人口居住在城市，余下的38.5%（3,443,206人）居住在乡村。年人口增长率为1.629%。

## 经济
爱琴海地区是土耳其第二大的工业地区，仅次于马尔马拉地区。地区的电力供应来自位于索马（Soma）、通奇比莱克（Tunçbilek）和亚塔安（Yatağan）的热电厂和位于凯梅尔（Kemer）及德米克普鲁（Demirköprü）的水电站。
伊兹密尔的纺织业、食品业、汽车工业、石油业、工程行业和零件生产都很发达。伊兹密尔湾的加马夫特（Çamaltı）有土耳其全国最大的产盐设施。
艾瓦勒克（Ayvalik）和艾德罗密特（Edremit）出产大量的石油。阿菲永卡拉希萨尔、屈塔希亚（Kütahya）和乌沙克（Uşak）有一些制糖工厂。此外，屈塔希亚还有一座硫磺厂。
代尼兹利市是爱琴海地区最重要的纺织业中心，其产品主要供出口。代米尔吉、古尔代兹（Gordes）、库拉（Kula）、希马夫（Sımav）、和乌沙克出产的地毯甚为出名。阿菲永卡拉希萨尔有大量的大理石储量，建材业发达。而棉纺织业在艾登、代尼兹利、伊兹密尔、乌沙克和纳济利（Nazilli）广泛分布。